# Cassena punctatissima
Cassena punctatissima es una especie de insecto coleóptero de la familia Chrysomelidae.

## Distribución geográfica
Habita en las islas Tanimbar (Indonesia).